# Allium maniaticum
Allium maniaticum — вид рослин з родини амарилісових (Amaryllidaceae); ендемік Греції.

## Опис
Цибулина яйцювата, 10–15 × 5–10 мм. Стеблина одна, заввишки 4–15 см, тонка, вкрита листовими піхвами на 1/2 довжини. Листків 2–4, субциліндричні, сиво-зелені, гладкі чи злегка волосисті. Суцвіття нещільне, 5–12(20)-квіткове; квітконіжки нерівні, завдовжки 3–20 мм. Оцвітина циліндрична або злегка глекоподібна; її листочки біло-трояндові з пурпурно-зеленою середньою жилкою, 4–5 мм у довжину. Пиляки жовтуваті. Коробочка триклапанна, 3.5 × 3 мм. Насіння чорне.

## Поширення
Ендемік Греції — півострів Мані. Зростає на скелястому узбережжі.